# Dvorci Baranje (2005.)
Dvorci Baranje je dokumentarni film o dvorcima u Baranji, koji su snimili Duan Božić, Dunja Mošeg i drugi mladi filmaši iz filmske družine osječke Turističko-ugostiteljske škole.
Izvor:
- V(esna) Latinović: "Film učenika Ugostiteljsko-turističke škole Osijek pobjednik Gastro film festa > Gastroironijom do prvog mjesta", Nedjeljni Glas Slavonije, LXXXV (III!), 132, 20-21 - Osijek, 30. X. 2005.